# Южно-Чуйский хребет
Южно-Чуйский хребет — горный хребет в Центральном Алтае, часть горной системы Чуйские белки. Расположен южнее Северо-Чуйского хребта в междуречье рек Карагем и Чаган-Узун на севере и Джазатор на юге. Южнее хребта расположено плоскогорье Укок.

## Физико-географическая характеристика

### Географическое положение
Южно-Чуйских хребет ниже Северо-Чуйского, средние высоты здесь 3000—3500 м, высшая точка — гора Ирбисту (3967 м). На склонах Южно-Чуйского хребта, в отличие от Северо-Чуйского, практически нет леса — лишь луга и заросли карликовой берёзы. Благодаря этому со многих вершин открывается красивейший обзор на 30—50 километров вокруг, живописные панорамы суровой Чуйской степи, Катунского и Северо-Чуйского хребтов.

### Климат
Южно-Чуйский хребет расположен в непосредственной близости от засушливых полупустынь Монголии, что сказывается на климатических особенностях в этом районе. Осадков на его склонах выпадает гораздо меньше, чем на Северо-Чуйском или Катунском хребтах, однако со склонов Южно-Чуйского хребта стекают и очень крупные ледники.

### Ледники
Южно-Чуйский хребет — второй на Алтае по размерам оледенения. Расположенные на нём 243 ледника имеют общую площадь 222,8 км². Центральное место занимает ледник Большой Талдуринский, длина которого превышает 8 км, а площадь равна 34,9 км² и ледник Софийский длиной 10 км и площадью 24 км².

### Реки
С хребта берут начало крупные притоки Чуи — реки Чаган, Талдура, Тархата, Ирбисту. С другой стороны хребта берут начало многочисленные притоки реки Джазатор.

### Озера
Озёр на Южно-Чуйском хребте много, и по красоте они не уступают озёрам Северо-Чуйского и Катунского хребтов. Наиболее живописны озера Аккуль и Каракуль в долине реки Аккол. Аккуль в переводе с алтайского — «белое озеро». И действительно, вода в нём светлого, молочного цвета. Каракуль — наоборот, «чёрное озеро», и это тоже правда — вода в Караколе кажется тёмной. Примечательно то, что эти озёра-противоположности расположены всего в двух километрах друг от друга. На берегу озера Аккуль] туристы часто ставят базовый лагерь, откуда совершают прогулки к Софийскому леднику или совершают альпинистские восхождения на окрестные вершины.

## Туризм
Туристы стали посещать этот район существенно позже, чем Северо-Чуйский или Катунский хребты. Связано это и с транспортной удалённостью местности, и с тем, что в советское время эти места считались приграничной территорией, проход через которую осуществлялся строго по пропускам.

## Галерея

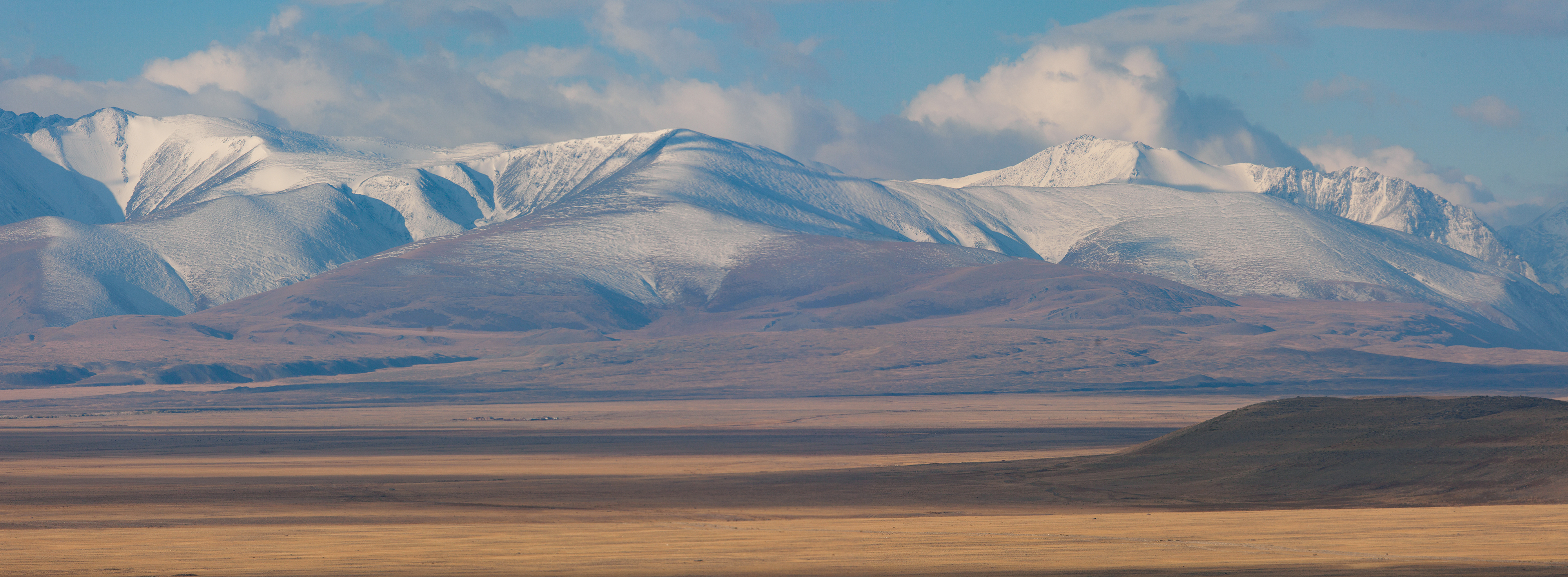
Вид на хребет из Чуйской степи
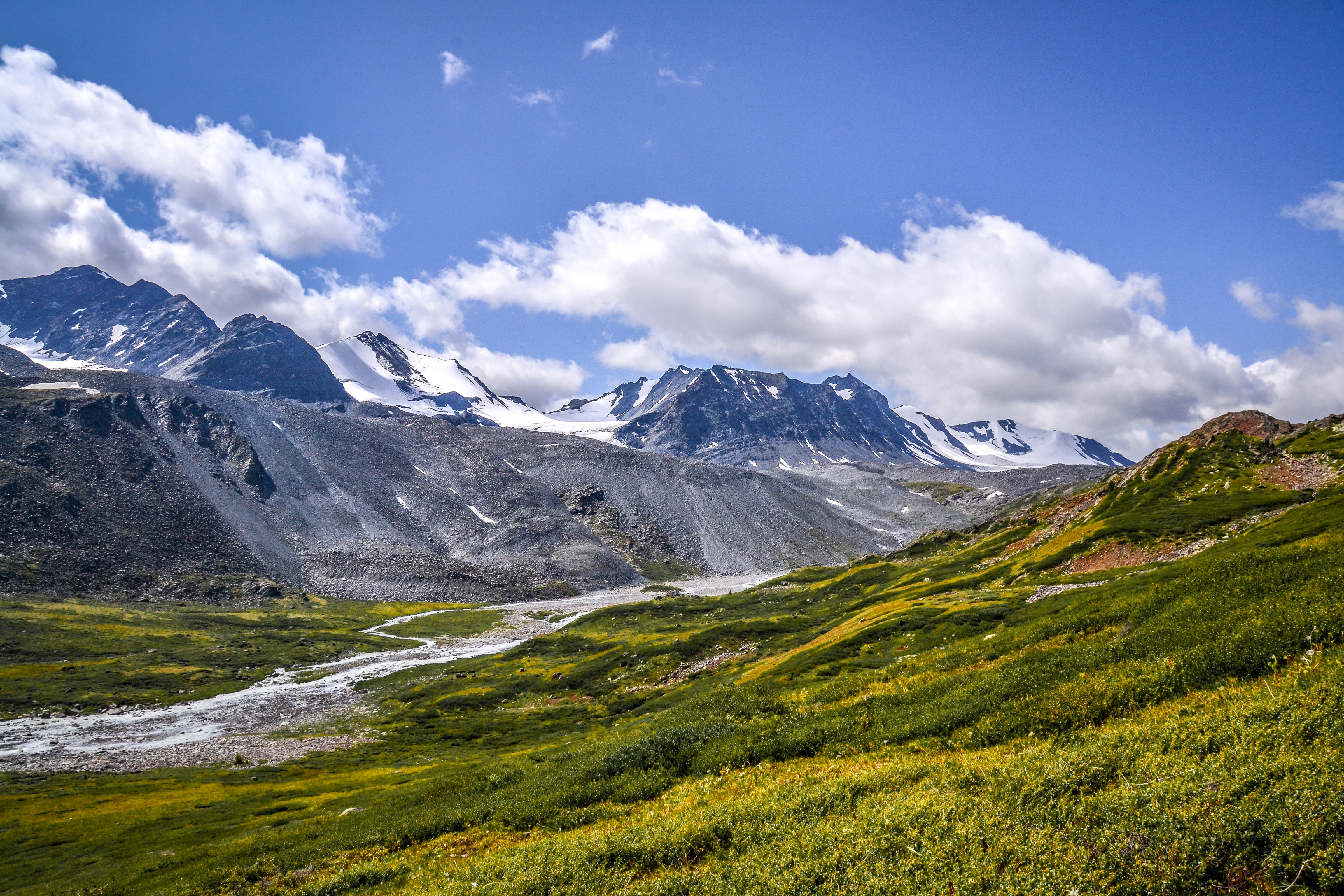
Солнечная долина Южно-Чуйского хребта
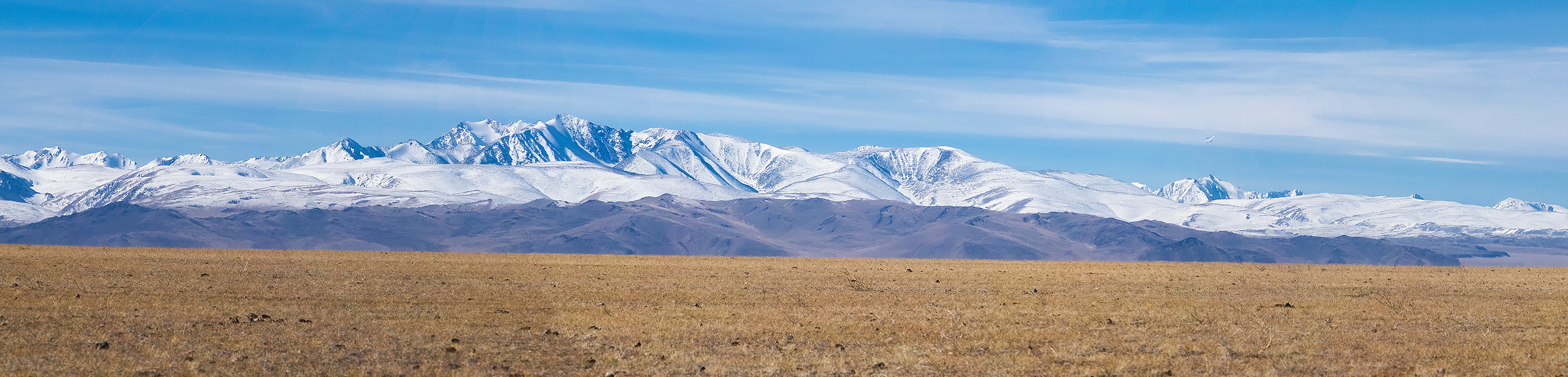
Панорма от села Ортолык